# Trichosteleum permixtum
Trichosteleum permixtum är en bladmossart som beskrevs av Cardot in Grandidier 1915. Trichosteleum permixtum ingår i släktet Trichosteleum och familjen Sematophyllaceae. Inga underarter finns listade i Catalogue of Life.